# Lopătari, Buzău
Lopătari este satul de reședință al comunei cu același nume din județul Buzău, Muntenia, România. Se află în partea de nord a județului, în zona Munților Buzăului.
Satul Lopătari este situat în partea de nord a județului Buzău, pe cursul superior al râului Slănic, la sud-est de muntele Penteleu și la o distanță de 56 km de municipiul Buzău.